# Itaquitinga (kommun)
Itaquitinga är en kommun i Brasilien.   Den ligger i delstaten Pernambuco, i den östra delen av landet, 1 700 km nordost om huvudstaden Brasília. Antalet invånare är 15 698.
Följande samhällen finns i Itaquitinga:
- Itaquitinga

Omgivningarna runt Itaquitinga är en mosaik av jordbruksmark och naturlig växtlighet. Runt Itaquitinga är det ganska tätbefolkat, med 172 invånare per kvadratkilometer.